# Porotrichum pobeguinii
Porotrichum pobeguinii là một loài rêu trong họ Neckeraceae. Loài này được (Paris & Broth.) Broth. mô tả khoa học đầu tiên năm 1906.